# Korpisaari (ö i Toivakka)
Korpisaari är en liten ö i Kierikkasjön i Finland. Den ligger i sjön Kierikka och Keskinen och i kommunen Toivakka i den ekonomiska regionen  Jyväskylä ekonomiska region och landskapet Mellersta Finland, i den södra delen av landet, 230 km norr om huvudstaden Helsingfors. Öns area är 4 hektar och dess största längd är 380 meter i nord-sydlig riktning.